# Катериця
Кате́риця (болг. Катерица) — село в Плевенській області Болгарії. Входить до складу общини Пордим.

## Населення
За даними перепису населення 2011 року у селі проживали 87 осіб, усі — болгари.
Розподіл населення за віком у 2011 році:
Динаміка населення: